# Friedrich Adolf Trendelenburg

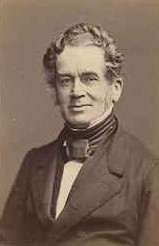
F. A. Trendelenburg

Friedrich Adolf Trendelenburg (* 30. November 1802 in Eutin; † 24. Januar 1872 in Berlin) war ein deutscher Philosoph und Pädagoge. Er war vor allem an Kant und Aristoteles orientiert.

## Leben
Friedrich Adolf Trendelenburg entstammte einem vor allem in Mecklenburg und Vorpommern weit verzweigten Geschlecht von Akademikern, welches sich bis in die Zeit der Reformation zurückverfolgen lässt. Er war ein Urenkel des evangelischen Theologen und Superintendenten Theodor Trendelenburg, der als Stammvater zahlreicher Pastorengeschlechter in der Kirchengeschichte von Mecklenburg-Strelitz eine zentrale Rolle spielt, und ein Enkel des Lübecker Arztes Karl Ludwig Friedrich Trendelenburg.

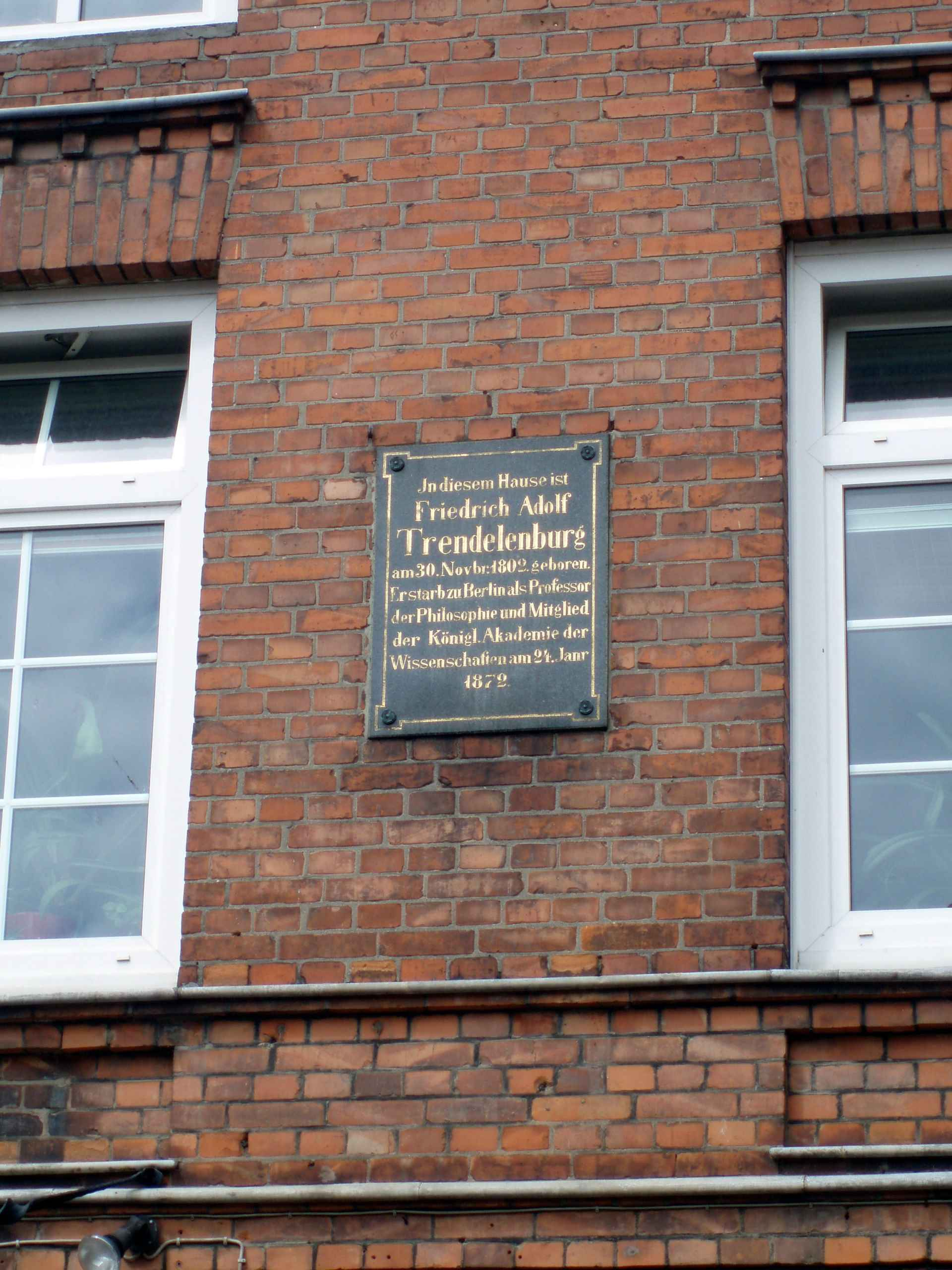
Gedenktafel am Geburtshaus in Eutin

Trendelenburg wurde 1802 als Sohn des Postkommissars Friedrich Wilhelm Trendelenburg und seiner Ehefrau Susanna Katharina geb. Schroeter, einer Pastorentochter aus Ratekau, in Eutin geboren. Dort besuchte er das Gymnasium, an dem der Kantianer Georg Ludwig König als Rektor wirkte, dem Trendelenburg später seine Dissertation widmete. Er studierte Philologie und Philosophie an den Universitäten in Kiel, Leipzig und Berlin. Seine philosophischen Lehrer in Kiel waren Karl Leonhard Reinhold und vor allem Johann Erich von Berger, dessen Grundideen, dass die Philosophie das umfassende Band der Einzelwissenschaften und die Welt organisch zu betrachten sei, Trendelenburg stark prägten. Des Weiteren hörte er Friedrich Christoph Dahlmann, August Detlef Christian Twesten, August Boeckh, Franz Bopp, Georg Wilhelm Friedrich Hegel, August Neander, Friedrich Schleiermacher und Henrich Steffens. 1826 wurde er zum Dr. phil. promoviert. Danach war er Hauslehrer beim preußischen General-Postmeister Karl Ferdinand Friedrich von Nagler. 1833 wurde er außerordentlicher und 1837 ordentlicher Professor für Philosophie und Pädagogik an der Universität Berlin. 1845/46, 1856/57 und 1863/64 war er Rektor der Universität. Er war zugleich Mitarbeiter des preußischen Kulturministers Karl vom Stein zum Altenstein.
Trendelenburg gab noch als Privatlehrer die Schrift des Aristoteles Über die Seele heraus und schuf in der Folge ein wesentlich an Aristoteles anknüpfendes System der Logik und Erkenntnislehre. Er schrieb ferner Die sittliche Idee des Rechts und Historische Beiträge zur Philosophie und nahm Einfluss auf die preußische Hochschulpolitik, insbesondere auf die philosophische Lehrerbildung (Philosophicum). Trendelenburg folgte dem neuen Trend, neben Vorlesungen auch regelmäßig Seminare anzubieten.
Bekannt wurde die sogenannte Trendelenburgsche Lücke, bei der Trendelenburg an der Argumentation der transzendentalen Ästhetik Immanuel Kants kritisierte, dass der Beweis für die ausschließlich subjektive Natur von Raum und Zeit fehle. Hierüber kam es mit Kuno Fischer zu einem öffentlichen Streit, in den auch Hermann Cohen eingriff. Trendelenburg verwendete als erster den Terminus Begriffsschrift für das Leibnizsche Programm einer lingua rationalis. Diese sollte Begriffsausdrücke aus einfachsten Merkmalen oder Begriffen unmittelbar ablesbar machen. Gottlob Frege übernahm diesen Ausdruck in modifizierter Form in seiner Begriffsschrift.
Noch am 18. März 1848 suchte er in Berlin eigens König Friedrich Wilhelm IV. auf, um (weiter) zwischen ihm und den mittlerweile aufrührerisch gewordenen Studenten zu vermitteln. Von 1849 bis 1851 war er Mitglied der 2. Kammer des Preußischen Abgeordnetenhauses, wo er zu den Altliberalen gehörte. Trendelenburg war zudem Ehrendoktor der Rechte und der Theologie. Von 1847 bis 1871 war er Sekretär der Königlich-Preußischen Akademie der Wissenschaften und ab 1859 Mitglied der Bayerischen Akademie der Wissenschaften in München. 1861 wurde er in die American Academy of Arts and Sciences gewählt. Im selben Jahr wurde er zum auswärtigen Mitglied der Göttinger Akademie der Wissenschaften gewählt. Am 31. März 1869 wurde Trendelenburg zum „Ausländischen Mitglied“ der Académie des Sciences morales et politiques de l’Institut impériale de France erklärt. Kurz vor seinem Tod wurde Trendelenburg am 24. Januar 1872 in den Orden Pour le Mérite für Wissenschaften und Künste aufgenommen.
Zu Trendelenburgs Schülern zählten Friedrich Ueberweg, Eugen Dühring, Rudolf Eucken, Franz Brentano, Gustav Teichmüller, Carl von Prantl, Jürgen Bona Meyer, Friedrich Paulsen, Hermann Cohen, Hans Vaihinger, Wilhelm Dilthey und der Politiker Georg von Hertling. Auch Hermann Bonitz, der ihm als Vortragender Rat im Preußischen Unterrichtsministerium nachfolgte, war von Trendelenburg und dessen Aristotelismus beeinflusst, auch wenn er sich in der Auffassung zur Kategorienlehre explizit kritisch mit diesem auseinandersetzte. Der Nachlass befindet sich in der Staatsbibliothek zu Berlin.

„Trendelenburg war am 30. October 1802 zu Eutin geboren, war nach Beendigung seiner akademischen Studien lange Jahre Erzieher im Hause des General-Postmeisters Nagler und habilitirte sich während dieser Zeit als Privatdocent für Philosophie an der Universität, an welcher er 1837 ordentlicher Professor wurde. In die hiesige Akademie der Wissenschaften 1846 eingetreten, war er seit 1847 ständiger Secretär der historisch-philosophischen Classe. Die Bewegungen des Jahres 1848 riefen auch ihn vorübergehend in den politischen Wirkungskreis; von 1849 bis 1851 vertrat Trendelenburg einen Berliner Wahlkreis in der zweiten Kammer und verfolgte hier eine gemäßigt-conservative Richtung. Langjähriges Mitglied der wissenschaftlichen Prüfungs Commission für Gymnasial-Lehrer, trat er aus derselben vor etwa vier Jahren aus, um noch in der Literatur das philosophische System, welches er selbst gegründet, weiter auszubauen. Nicht lange mehr aber war ihm wissenschaftlichen Arbeiten zu leben vergönnt. Vor mehr als Jahresfrist traf ihn ein Schlaganfall, welcher die akademische Wirksamkeit Trendelenburg’s fast vollständig abschloß. Eine vor wenigen Tagen eingetretene Wiederholung des Anfalles hatte so schlimme Folgen, daß der Tod nur als Wohlthäter und Erlöser erschien. In Trendelenburg erlischt ein feiner und reichbegabter Geist, welcher in einer Zeit, da die Hegel’sche Philosophie nicht nur das philosophische Gebiet, sondern auch alle übrigen Wissenschaften beherrschte, ein eigenes und der Anerkennung nicht entbehrendes logisch metaphysisches System aufstellte. […] Als Lehrer wirkte der Verstorbene in hohem Maße anregend; viele philosophische Lehrstühle sind heute mit seinen Schülern besetzt, zahllosen ehemaligen Angehörigen der hiesigen Universität werden die immer in früher Morgenstunde gehaltenen Vorlesungen Trendelenburg’s in lebendiger Erinnerung bleiben.“

Sein Grab befand sich auf dem Dom-Friedhof II in Berlin-Wedding und ist nicht erhalten.

## Familie
Trendelenburg heiratete 1836 Ferdinande Dorothea Wilhelmine Becker (1811–1893), die jüngste Tochter seines Freundes, des Sprachforschers Karl Ferdinand Becker. Das Ehepaar hatte acht Kinder. Einer der Söhne war der Arzt Friedrich Trendelenburg. Die Tochter Minna (1842–1924) heiratete den Archäologen Adolf Michaelis (1835–1910). Der Mathematiker Hermann von Stahl ehelichte 1875 die Tochter Ferdinande Susanne (1852–1930). 

## Philosophische Konzepte
Trendelenburgs philosophische Bezüge werden sehr unterschiedlich charakterisiert. Üblicherweise wird er als Aristoteliker gekennzeichnet. Zudem ist er als prominenter Kritiker Hegels bekannt. Die intensive Auseinandersetzung mit Hegel bewirkte aber auch, dass sich Elemente der hegelschen Philosophie bei Trendelenburg finden, so etwa die Auffassung der Philosophie als Ganzheit, an der die Einzelsysteme nur teilhaben, ebenso die idealistische Grundhaltung oder der Entwicklungsgedanke. Auch Kant wurde von Trendelenburg in verschiedener Hinsicht, insbesondere in Bezug auf die Kategorienlehre, kritisiert. Dennoch durchzieht Kants grundlegende These „Gedanken ohne Inhalt sind leer, Anschauungen ohne Begriffe sind blind.“ (Immanuel Kant: AA III, 75) das gesamte Werk Trendelenburgs. Seine metaphysisch-ontologische Grundauffassung einer organisch genetischen Weltordnung entnahm dagegen ihre Grundgedanken in wichtigen Aspekten der Schelling’schen Naturphilosophie, die er von seinem Lehrer Erich von Berger aufgenommen hatte. In der Ethik verteidigte Trendelenburg die aristotelische Tugendethik auch gegen Kants Vernunftethik.

### Das Verhältnis von Philosophie und Wissenschaft
Gegen Hegel betonte Trendelenburg, dass alle philosophische Erkenntnis die Erfahrung zum Ausgangspunkt nehmen muss. Entsprechend ist jedes Systemdenken durch „Logische Untersuchungen“, so der Titel seines systematischen Hauptwerkes, zu ersetzen, in denen die Erfahrung erforscht wird, indem das Allgemeine aus dem Besonderen gewonnen wird. Trendelenburg wehrte sich gegen die Konstruktion eines Systems, dessen Richtigkeit sich in der Praxis erst erweisen muss. Als richtiger Ausgangspunkt galt ihm vielmehr die Natur und die Praxis der Einzelwissenschaften, die in der Logik und Metaphysik auf einen Nenner, zur Einheit, zu bringen sind. „Die Wissenschaften versuchen glücklich ihre eigenthümlichen Wege, aber zum Theil ohne nähere Rechenschaft der Methode, da sie auf ihren Gegenstand und nicht auf das Verfahren gerichtet sind.“ Die Logik hätte hier die „Aufgabe zu beobachten und zu vergleichen, das Unbewusste zum Bewusstsein zu erheben und das Verschiedene im gemeinsamen Ursprung zu begreifen. Ohne sorgfältigen Hinblick auf die Methode der einzelnen Wissenschaften muss sie ihr Ziel verfehlen, weil sie dann kein bestimmtes Objekt hat, an dem sie sich in ihren Theorien zurechtfinde.“ (LU 1, IV)
Philosophie ist nicht autonom, sondern Wissenschaft der Wissenschaften, die ihr das Material geben. Wie die Einzelwissenschaften methodisch vorgehen müssen, um ihren Stoff angemessen zu erfassen, kann nicht aus den Prinzipien der Philosophie deduziert werden. Andererseits haben die Einzelwissenschaften ihre je eigene Perspektive, so dass es Aufgabe der Philosophie ist, diese in einen Zusammenhang zu stellen und so die Einheit des Denkens herauszuarbeiten. Die Logik kann sich nicht auf die formale Analyse von Begriffen beschränken, sondern muss auch inhaltliche Urteile zum Gegenstand haben. „Die Logik muss insofern zu einer Metaphysik der wirklichen Wissenschaften werden, als sie die realen Principien derselben begreifen muss, um die That des Denkens innerhalb ihres Gebietes zu verstehen und dadurch erst zur wahren Logik zu werden.“ Mit dieser Auffassung hat Trendelenburg wesentlich zur Entstehung der modernen Wissenschaftstheorie als philosophischer Disziplin beigetragen.
Mit dieser Neuorientierung der Logik als Wissenschaftskunde glaubte Trendelenburg ein Konzept gefunden zu haben, mit dem die Philosophie, die nach dem Zusammenbruch des Deutschen Idealismus stark an Bedeutung verloren hatte, wieder Anschluss an die sich stark entwickelnden Einzelwissenschaften finden konnte. „Die Philosophie wird nicht eher die alte Macht wieder erreichen, bis sie Bestand gewinnt, und sie wird nicht eher zum Bestande gelangen, bis sie auf dieselbe Weise wächst, wie die anderen Wissenschaften wachsen, bis sie sich stetig entwickelt, indem sie nicht in jedem Kopf neu ansetzt und wieder absetzt, sondern geschichtlich die Probleme wieder aufnimmt und weiterführt.“ (LU 1,VIII)

### Systeme der Philosophie
In einer Art Längsschnitt versuchte Trendelenburg zu analysieren, welche Merkmale für die verschiedenen Systeme der Philosophiegeschichte als durchgängig anwendbares Kriterium zu ihrer Unterscheidung gefunden werden können. Dabei kam er zu der Auffassung, dass alle großen Philosophen direkt oder indirekt zu der Entgegensetzung von blinder Kraft und bewussten Gedanken als ursprünglichem Antrieb des Weltgeschehens Stellung bezogen haben. Entsprechend finden sich zu allen Zeiten Positionen des materialistischen „Demokritismus“, des idealistischen „Platonismus“ sowie des ganzheitlichen identitätsphilosophischen (panpsychistischen) „Spinozismus“ als Grundhaltungen. Trendelenburg betonte die Mannigfaltigkeit der Variationen und Mischformen, die hinter den drei Schlagwörtern stehen, meinte aber, dass jedes System am Ende einer Seite des Gegensatzes zuneige. So betrachtete er trotz dessen auch auf Intuition und Vernunft basierenden Erkenntnistheorie Locke als Materialisten, weil dieser das menschliche Bewusstsein im Ursprung als „tabula rasa“ auffasste. Descartes hingegen, trotz einer physikalistischen Naturauffassung, galt ihm wegen dessen idealistischer Ethik als Platoniker. Er selbst ließ keinen Zweifel, dass er der platonisch-aristotelischen Tradition, die für ihn bis zu Kant und dem deutschen Idealismus reichte, den Vorzug gab. „Wer etwas mit der wirkenden Ursache macht, wer sie benutzt, trägt den Zweck, trägt einen höheren Gedanken auf ähnliche Weise in sich, wie das organische Leben die wirkenden Ursachen den Zwecken des Ganzen unterwirft. Jene Verherrlichung der Kräfte [im Materialismus] geschieht doch im Namen eines Gedankens, der sie erkennt oder sie benutzt.“

### Das Grundprinzip der Bewegung
Die zentrale Kategorie in der systematischen Philosophie Trendelenburgs ist die der Bewegung, in der das Sein und das Denken durch Sinnlichkeit und Verstand vermittelt sind. Erkenntnis kann nur entstehen, wenn eine äußere Bewegung durch eine innere konstruierende Bewegung nachvollzogen und in Deckung gebracht wird, nicht im Sinne einer Spiegelung als Abbild, aber doch als Entsprechung. Man kann den Begriff der Bewegung nicht bestimmen, ohne bereits eine Vorstellung von Bewegung zu haben. Auch die Vorstellung des physikalischen Begriffs der Kraft, der üblicherweise zur Definition der Bewegung herangezogen wird, beinhaltet bereits die Vorstellung der Bewegung. Aus dieser Überlegung und der Auffassung, dass das Werden stets auf Anschauung beruht und seinen Grund deshalb nicht in den rein abstrakten Begriffen des Seins und des Nichts haben kann, kritisierte Trendelenburg die vermeintlich reine Begrifflichkeit der hegelschen Dialektik. „Die Dialektik hatte zu beweisen, dass das in sich geschlossene Denken die Wirklichkeit ergreife. Aber der Beweis fehlt. Denn allenthalben hat es sich künstlich geöffnet, um von außen aufzunehmen, was ihm von innen mangelt. Das geschlossene Auge sieht nur Phantasien.“ (LU 1, 109) Über die Wirklichkeit kann man nicht nur in reinen Begriffen reden, man braucht die Anschauung. „Das menschliche Denken lebt von der Anschauung, und es stirbt, wenn es von seinen eigenen Eingeweiden leben sollte, den Hungertod.“ (LU 1, 109)
Alles in der Natur ist Bewegung. „Wenn die Kräfte sich ineinander verwandeln, wie z. B. die mechanische Kraft in Wärme und umgekehrt, so ist in dem Gesetz der Erhaltung der Kraft die Bewegung das durch die Gestalten der Verwandlung Durchgehende. Alles, was geworden ist, jede Form, die da ist, sei es die Form des Krystalls oder des Erdsphäroids, ist durch die wirkende, die Materie beherrschende Bewegung erzeugt.“ (LU 1, 141) Man kann die Ruhe und feste Strukturen aus der Bewegung durch Kraft und Gegenkraft erklären, aber nicht umgekehrt. Der äußeren Bewegung entspricht die innere Bewegung des Denkens. „Wir nennen diese Bewegung im Gegensatz gegen die äußere im Raum die constructive und erkennen sie zunächst in der Anschauung.“ (LU 1, 143) Die Vorstellungen, die sich aus der sinnlichen Wahrnehmung ergeben, sind ein Nachvollziehen der äußeren Bewegung. Aber auch das rein abstrakte Denken wie in der Logik schafft eine Ordnung, die eine räumliche Struktur hat. Es ist ein Über-, Unter- oder Nebenordnen. „Jede Entwickelung des Denkens setz Momente nacheinander, durch die sich eine verknüpfende Bewegung hindurchziehen muss.“ (LU 1, 145) Jeder Denkakt, jedes geistige Erzeugen, Verbinden und Unterscheiden ist eine Bewegung im inneren Raum, „in welchem die Vorstellung gleichsam zeichnet“. (LU 1, 143)
Aus dieser fundamentalen Bedeutung der Kategorie der Bewegung entwickelte Trendelenburg eine eigene Theorie von Raum und Zeit, die den üblichen Konzepten entgegensteht. Auch Raum und Zeit sind für ihn abhängig von der Bewegung, weil sie nicht ohne die sie erzeugende Bewegung gedacht werden können. „Bei dieser Ansicht [die Bewegung sei aus Raum und Zeit zusammengesetzt] werden Raum und Zeit vor die Bewegung gestellt, und diese fertigen Elemente werden in der Bewegung gleichsam die beiden Factoren. Woher nehmen wir aber Raum und Zeit als fertige Elemente? Ist ferner der Begriff der Zusammensetzung der ineinander wirkenden Factoren ein ursprünglicher Begriff? Auf diese Frage zeigt sich, dass alle drei Elemente der von der Bewegung gegebenen Erklärung (Raum, Zeit, Factor) die Bewegung selbst voraussetzen.“ (LU 1, 150)
Die Mathematik, Geometrie ebenso wie Arithmetik, ist eine Methode der Abstraktion, die ihre Grundlagen nicht in der Erfahrung hat. Gerade Linien und ausdehnungslose Punkte gibt es in der Natur nicht (LU 1, 274–275) Die Konstruktion eines Punktes ist eine idealisierte Idee, um die Bewegung zu fixieren. (LU 1, 276) Der Punkt ist aber die Grundlage, eine gerade Linie und hieraus alle geometrischen Formen zu konstruieren. „Wenn wir die drei Arten der Bewegung nach ihrer Bedeutung bestimmen, so schafft die den Raum erzeugende Bewegung den Stoff der Figur, die gestaltende Gegenbewegung nach der Verschiedenheit, in der sie sich mit der ersten verschmilzt, die Form, und die zusammenhaltende Durchdringung die Einheit des Ganzen. Diese drei Bewegungen, deren Funktion wir unterschieden haben, sind in der geistigen That untrennbar eins.“ (LU 1, 280–281)
Der Begriff der Bewegung ist für Trendelenburg auch Ausgangspunkt für die Herleitung der grundlegenden Kategorien. „Die Grundbegriffe, welche die nothwendigen Gebilde und Verhältnisse der Bewegung ausdrücken, sind darum allgemein und nothwendig, weil sie aus einer That stammen, welche in allem Denken dabei ist und ohne welche es selbst kein empirisches Aufnehmen giebt.“ (LU 1, 393). Ganz im Sinne von Aristoteles sind diese Grundbegriffe neben der Bewegung die Materie mit der Kategorie der Kausalität, die Form als Grundlage der Substanz in der Materie sowie der Zweck im Bereich des Lebendigen als drittes Grundprinzip.

### Der Stufenbau der Welt
Trendelenburg betrachtete die Welt als ein ganzheitliches organisches System. „Das System stellt diese grosse Einheit dar und ist gleichsam nur Ein erweitertes Urtheil. Danken und Sein entspricht sich auch hier. Der Begriff wurde im Urtheil lebendig, wie die Substanz in der Thätigkeit. Der Grund ergoss sich in seine Folgen, wie die Ursache in ihre Wirkung. Der Zusammenhang der Begriffe und Urtheile bildet das System, wie der Zusammenhang der Substanzen und Thätigkeiten die Welt bildet.“ (LU 2, 446) „Die einzelnen Systeme der Wissenschaften sind selbst nur Glieder eines grossen Systems. Sie verwachsen in einander, indem sie aus einander Nahrung ziehen. Wenn sich diese abhängigen Glieder zu Einem Organismus zusammenschliessen, der sich selbst verwirklicht: so entsteht das Bild des grossen Systems, das das geistige Gegenbild der Welt sein will.“ (LU 2, 447)
Aus der Systemvorstellung entwickelte Trendelenburg einen Stufenbau der Welt bzw. des wissenschaftlichen Erkenntnisprozesses, der sich genetisch strebend an zwei Strukturmerkmalen orientiert. Das Einfachere ist die Grundlage des Zusammengesetzten. Das Frühere ist im Vergleich zum Späteren das Niedere. Diese Merkmale werden angewendet auf die Prinzipien der wirkenden Ursache und des Zwecks. Die elementare Vermittlung des Denkens und des Seins ist die konstruktive Bewegung des Bewusstseins, die an die bewusstlose kausale Aktivität der Bewegung im Raum anknüpft. A priori vor der Erfahrung liegt in der ersten Stufe die Entwicklung der mathematischen Erkenntnis, die auch das Prinzip der Notwendigkeit enthält. Die zweite Stufe ist die Erfahrung, die durch das Gegebene bestimmt ist. „Der Erkennende steht auf demselben in realer Wechselwirkung mit dem Realen, und die Wahrnehmung, welche ihm zuletzt in Lust und Unlust empfindlich wird, verbürgt ihm die Wirklichkeit.“ (LU 2, 449) Erfahrungen sind an Tatsachen gebunden. „Die Aneignung durch die Sinne geschieht mit Hülfe der constructiven Bewegung; die Ergründung geht in mathematische Gesetze zurück; die Materie ist zuletzt nur durch die Bewegung verständlich. So beantwortet sich die Frage, wie die Erfahrung der materiellen Kräfte (die Physik im engeren Sinne) möglich sei.“ (LU 2, 450) Die dritte Stufe ist der Bereich der organischen Natur. Das dominierende Prinzip ist das Telos. „Im Zweck, den der erfindende Geist entwirft und der betrachtende, wo er verwirklicht ist, wiedererkennt, im Zweck, der nur aus dem vorbildenden, die Wirkung zur Ursache vorwegnehmenden Gedanken verständlich ist, beantwortet sich die Frage, wie eine Erkenntniss der organischen Natur möglich sei.“ (LU 2, 450)
Die abschließende vierte Stufe ist schließlich die Ebene der Ethik. „Sie beherrscht die früheren und befreit sie zugleich. Wenn man fragt, wie eine Erkenntniss des Ethischen möglich sei, so liegt die Antwort darin, dass der letzte Zweck des menschlichen Wesens und die menschliche Natur als Mittel oder Organ zu diesem Zweck könnte erkannt werden. Indem nun das Gesetz in den Willen eintritt, erscheint die ethische Nothwendigkeit, und indem der Wille dem Gesetz seines Wesens genügt, dieselbe Nothwendigkeit als Freiheit. In der ethischen Nothwendigkeit ist die organische, die aus der Einheit die Vielheit bestimmt, und mit der organischen die physikalische und die mathematische Nothwendigkeit vorausgesetzt. Die Kräfte, welche in der organischen Mittel sind, steigen in der ethischen zu Personen, welche Mittel und zugleich Zweck in sich selbst sind.“ (LU 2, 451) In dieser genetischen Struktur der Weltordnung haben die Logik und die Metaphysik als Grunddisziplinen der Philosophie eine besondere Stellung. Ihnen wies Trendelenburg die Aufgabe zu, den Ursprung und die Einheit der Wissenschaften aufzuweisen.
Das Unbedingte ist dem Menschen aufgrund seiner Endlichkeit nicht fassbar. Dennoch strebt der Mensch ständig danach, die Grenzen seiner Erkenntnisfähigkeit zu überschreiten. Dies ist ihm nur möglich, indem er versucht, die Idee einer göttlichen Schöpfung im Denken nachzubilden. „Die Wissenschaft vollendet sich allein in der Voraussetzung eines Geistes, dessen Gedanke Ursprung allen Seins ist. Was im Endlichen erstrebt wird, ist hier erfüllt. Das Princip der Erkenntniss und das Princip des Seins ist Ein Princip. Und weil diese Idee Gottes der Welt zum Grunde liegt, wird dieselbe Einheit in den Dingen gesucht und wie im Bilde wiedergefunden.“ „Der Akt des göttlichen Wissens ist allen Dingen die Substanz des Seins.“ (LU 2, 510) Mit dieser Auffassung stellte sich Trendelenburg gegen den Materialismus auf die Seite Platons, der das Konzept des Demiurgen entwarf, und auf die Seite von Aristoteles, der die Idee des göttlichen Urgrundes als unbewegten Beweger verstand.

## Schriften
- Platonis de ideis et numeris doctrina ex Aristotele illustrata, 1826 (Promotionsschrift) Digitalisat
- Elementa logices Aristoteleae, 1837 (9. Aufl. 1892) (Sammlung griechischer Textstellen mit lateinischer Übersetzung) Digitalisat
- De Platonis Philebi consilio, Berlin 1837.
- Logische Untersuchungen, 1840. Band 1; Band 2. Dritte vermehrte Auflage, 1870. Band 1; Band 2.
- Erläuterungen zu den Elementen der aristotelischen Logik, 1842 (3. Aufl. 1876) (Google Books)
- Raphaels Schule von Athen, Berlin 1843.
- Die logische Frage in Hegel’s System. Zwei Streitschriften, Leipzig 1843. (mit Friedrich Altenstein) (Digitalisat)
- Historische Beiträge zur Philosophie, drei Bände, 1846, 1855 und 1867
  - Geschichte der Kategorienlehre (in Band I) (Google Books)
  - Über den letzten Unterschied der philosophischen Systeme (in Band II) Google Books)
  - Über Spinozas Grundgedanken und dessen Erfolg, 1850 (in Band II) (Google Books)
  - Herbarts praktische Philosophie und die Ethik der Alten, 1856 (in Band III) (Google Books)
- Die sittliche Idee des Rechts, 1849 (Google Books)
- Leibniz und die philosophische Thätigkeit der Akademie im vorigen Jahrhundert, Vortrag 1852. (Digitalisat)
- Über Herbarts Metaphysik und die neuen Auffassungen derselben, 1853 (Google Books)
- Über Leibnizens Entwurf einer allgemeinen Charakteristik, 1856 (Digitalisat)
- Die überkommene Aufgabe unserer Universität: Rede gehalten am 3. August 1857 (Google Books)
- Friederich der Grosse und sein Staatsminister Freiherr von Zedlitz. Eine Skizze aus dem preussischen Unterrichtswesen. (Digitalisat)
- Naturrecht auf dem Grunde der Ethik, Leipzig 1860 (2. Aufl. 1868) (Google Books)
- Zur Erinnerung an Johann Gottlieb Fichte, Vortrag 1862. (Digitalisat)
- Kuno Fischer und sein Kant: Eine Entgegnung, 1869 (Google Books)
- Lücken im Völkerrecht, 1870 (Digitalisat)
- Kleine Schriften, 1871. 1. Theil; 2. Theil.
- Zur Geschichte des Wortes Person. Nachgelassene Abhandlung von Adolf Trendelenburg. Eingeführt von Rudolf Eucken. In: Kant-Studien 13. Band, 1908, S. 1‒17.
- Der Zweck. Hrsg. und mit Einleitung und Anmerkungen versehen von Georg Wunderle. Schöningh, Paderborn 1925
- Ethische Untersuchungen: Genetisch-kritische Fragmentedition. Hrsg. von Christian Biehl. Exempla critica 5. De Gruyter, Berlin/Boston 2022